# BILDungslücke
BILDungslücke ist eine Deutschpunkband aus Wiesbaden, die sich zu Beginn aus Struppi, Tom, Frosch, Ätzy zusammensetzte und nach einem Monat auch noch Uwe umfasste. Sie beschreiben ihre Musik selbst als „grundehrlichen Deutschpunk“ der zum Großteil mit sehr politische Texten hinterlegt ist.

## Geschichte
Als sich 1996 die Punkband Hartes Brot auflöste, beschlossen Struppi, Tom, Frosch, Ätzy und später dann auch Uwe eine neue Band zu gründen. Der erste Auftritt fand im Juni 1996 in Haus Mainusch statt. Darauf folgten dann einige weitere Auftritte im selben Jahr. Im darauffolgenden Jahr wurde dann mit Hilfe eines 8-Spur-Bands das erste Demotape names zuschauen – entspannen – nachdenken aufgenommen. Nach einem Beziehungsstreit innerhalb der Band verließ Frosch diese im selben Jahr. Für das folgende Jahr stand der Termin für eine Studioaufnahme schon fest. Aus diesem Grund musste eine neue Sängerin gesucht werden, die in Nicki, welche sie noch aus Hartes Brot Zeiten kannten, gefunden wurde. Im selbigen Jahr entstand dann die erste Single namens Wer etwas Wichtiges zu sagen hat, macht keine langen Sätze. Zudem wurden im selben Jahr die ersten Aufnahmen für die kommende Single Heike M. und auch für den Sampler Punk aus Hesse, uff die Fresse der, wie die vorherigen Singles, auf ihrem eigenen Label BILDungsRec. veröffentlicht wurde. Im selben Jahr verließ Ätzy die Band und trat Untergangskommando bei. Auf der Suche nach einem Schlagzeuger fanden sie Rabo, der sie bei der Osttour begleitete und auch bei der Veröffentlichung der Heike M. EP dabei war, bis er die Band nach fast einem Jahr wieder verließ, um bei Motorkopp einzusteigen. Im Jahr 2000 suchten und fanden sie einen Ersatz am Schlagzeug in Volker, jedoch stieg Nicki im selben Jahr aus. Das führte dann zu einer Stiländerung, welcher ab jetzt härter sein sollte. 2001 wurde dann das Album Zusammenlegung aufgenommen und veröffentlicht und Ende des Jahres zudem noch die ersten Aufnahmen für die kommende Single Stoiber darf nicht Kanzler werden, die vor der Bundestagswahl 2002 veröffentlicht werden sollte. 2003 trennte sich die Band kurzweilig, da sich sowohl Struppi als auch Volker nach etwas Neuem umsahen. In der Zwischenzeit spielte Björn kurz am Schlagzeug, stieg aber im selben Jahr wieder aus. Als Ersatz am Schlagzeug fanden sie Jan, der vorher bei Nichts Gelernt! gespielt hatte und Öle für den Platz an der Gitarre. Im darauffolgenden Jahr wurden insgesamt neun neue Lieder eingespielt, von denen zwei auf dem neuen Sampler Punk aus Hesse, uff die Fresse 2 landenden, die anderen sieben kamen auf die neue Doppel-EP namens Pax Americana. In den folgenden Jahren wurde keine eigene Singles oder Alben veröffentlicht. Sie tourten durch Deutschland und wurden auf verschiedenen Samplern aufgeführt.

## Diskografie

### Demo-Tape
- 1997: zuschauen – entspannen – nachdenken (Demotape)

### Singles
- 1998: Wer etwas Wichtiges zu sagen hat, macht keine langen Sätze (EP)
- 1999: Heike M. (EP)
- 2002: Stoiber darf nicht Kanzler werden (EP)
- 2005: Pax Americana (Doppel-EP)

### Alben
- 2001: Zusammenlegung (10" Schallplatte)

### Samplerbeiträge
- 1998: Bald regiert die APPD – Wahlkampf CD (CD mit APPD)
- 1998: Punk aus Hesse, uff die Fresse (EP mit Brot & Spiele und 13%)
- 2000: Haus Manisch – Die Single zum Untergang (Picture Disc / CD mit Linke Spießer)
- 2005: Punk aus Hesse, uff die Fresse 2 (LP mit MTV-VIVA-Punx und Sinn des Lebens)
- 2006: Arschgebuiden-Tribut "Noch eine Platte zum Bier" (LP mit Delirium)